# La Porchère et le Berger
Pour plus de détails, voir Fiche technique et Distribution.
La Porchère et le Berger (ou Rencontre à Moscou ; en russe : Свинарка и пастух, Svinarka i pastoukh) est un mélodrame musical d'Ivan Pyriev réalisé en 1941. Grand classique d'art de masse soviétique, le film dont le sujet à première vue est une histoire d'amour contient un message idéologique et constitue une propagande du système socialiste et de l'amitié des peuples qui composent l'URSS,. Le film révèle l'acteur Vladimir Zeldine.

## Synopsis
La porchère Glacha et l'éleveur de chevaux Kouzma sont envoyés de leur kolkhoze de l'oblast de Vologda à l'exposition agricole de Moscou. Kouzma, qui est la coqueluche des jeunes filles, fait un peu la cour à Glacha ; mais il n'est pas attentionné et préfère penser aux magasins de Moscou. Glacha à la demande de sa grand-mère s'intéresse avec zèle à l'élevage du porc auprès des autres éleveurs.
Glacha rencontre par hasard à l'exposition un berger du nom de Moussaïb venu de son aoul montagnard du Daguestan, et ils tombent amoureux. Ils se promettent de se revoir à l'exposition de l'année prochaine. De retour dans son kolkhoze, Glacha construit une nouvelle porcherie, s'occupe de ses animaux et nourrit les porcelets. Kouzma quant à lui se promène dans la campagne accompagné de son accordéon et se lasse de Glacha. Pendant ce temps-là, Moussaïb fait fuir avec son chien trois loups qui voulaient s'attaquer aux meilleurs moutons de son troupeau. Il envoie une lettre à Glacha, mais personne ne sait la lire. On appelle alors Kouzma à l'aide, mais il recopie une fausse lettre dans laquelle il écrit que Moussaïb s'est marié. Kouzma console la malheureuse Glacha ; leur mariage est prévu pour la Saint-Pierre.
Moussaïb apprend à l'exposition agricole le mariage de Glacha et de Kouzma et se rend aussitôt au village de Glacha. Il arrive juste au début de la cérémonie de mariage qui s'interrompt ; Moussaïb s'explique avec Glacha qui finit par chasser Kouzma.
La fameuse Chanson de Moscou du film est célèbre dans toute l'URSS : elle commence par ces mots :
Tout est beau dans la grande Moscou
Les étoiles du Kremlin brillent dans le ciel bleu
Et, comme les fleuves se retrouvent dans la mer,
Les peuples se retrouvent ici à Moscou.

## Fiche technique
- Titre : Romance cruelle
- Titre original : Свинарка и пастух
- Réalisation : Ivan Pyriev
- Scénario : Viktor Goussev
- Photographie : Valentin Pavlov (ru)
- Directeur artistique : Artur Berger
- Montage : Anna Koulganek
- Compositeur : Tikhon Khrennikov
- Production : Mosfilm
- Pays d'origine : URSS
- Format : noir et blanc
- Genre : mélodrame musical
- Durée : 88 minutes
- Date de sortie : 1941

## Distribution
- Marina Ladynina : Glacha Novikova
- Vladimir Zeldine : Moussaïb Gatouïev
- Nikolaï Krioutchkov : Kouzma Petrov